# Хмарочос Гінзбурга
Хмарочо́с Гі́нзбурга або Дім Гі́нзбурга — 10-поверховий зруйнований «хмарочос» XX століття в Києві. Увійшов в історію як «перший хмарочос України». Побудований у 1910–1912 роках. Підірваний військами НКВС СРСР 24 вересня 1941 року і повністю знищений на початку 1950-х років, коли проводилося остаточне розбирання фундаменту будинку. У рік побудови був найвищим хмарочосом Російської імперії.
У 1950-х на його місці звели готель «Україна» (на той час звався «Москва»).

## Будівництво
На місці, де звели будинок Гінзбурга, до початку ХХ століття стояв 4-поверховий будинок військового інженера Михайла Фабриціуса.
Будівництво першого в Україні хмарочоса розпочалося під час другого будівельного буму, у 1910 році на Інститутській вулиці, на місці будинків № 14, № 16 і № 18 (нині там розташовується готель «Україна»). Проєкт розробили одеські архітектори — Адольф Мінкус та Федір Троупянський.
За планом будинок мав h-подібну форму і різноповерховість 3-х сторін споруди (її зумовило розташування будинку на пагорбі) — всі 10 поверхів було видно лише з курдонера по нинішній вулиці Городецького.
Власником споруди був відомий будівельник-підрядник, купець першої гільдії Лев Борисович Гінзбург, який на площі в 2036 квадратних сажнів (близько 9300 м²), в фронт 43 сажнів, вирішив збудувати «прибутковий будинок».
У 1889 році він викупив у Михайла Фабриціуса ділянку, а згодом зніс 4-поверховий «прибутковий будинок» (будинок № 18), що тут був. Лев Гінзбург був власником будівельної фірми, яка і зайнялася спорудженням будинку.
- Проєкт хмарочосу (1910)
- Форма будівлі (вигляд зверху)

Спорудження коштувало 1 500 000 рублів.
Використали 12 000 000 цеглин. Будівництво вели в несприятливих геолого-гідрологічних умовах, але з використанням новітніх на той час технологій. Дім Гінзбурга будували в стилі «модерн» (усі будівлі Хрещатика початку ХХ століття були виконані у цьому стилі). 1912 року будівництво «хмарочоса» закінчили, тоді ж відбулося і відкриття. Будинок одразу став найсучаснішим у Києві, оскільки мав рідкісні на той час ковані ліфти американської фірми «Отіс».

## Історія
Будинок використовували як прибутковий. У хмарочосі налічувалося 94 розкішні квартири, найбільші з яких нараховували 11 кімнат. Всього кімнат було близько 500.
Цей хмарочос обслуговувала велика кількість прислуги, лише прибиральників було більше 20-ти.
- Вигляд Києва, хмарочос Гінзбурга справа.
- Вигляд будинку Гінзбурга з вулиці (1910-ті)
- Вигляд здалеку
- 1920-ті

Після спорудження першого «хмарочоса України», Льва Гінзбурга запрошували для спорудження хмарочосів у Чикаго, але автор не погодився, захотівши бути № 1 у своєму місті.
На перших поверхах будинку Гінзбурга розташовувався торговий центр (тут розміщувалися продовольчі магазини). Споруду увінчувала башта, звідки відкривались чудові панорами Києва. Дім Гінзбурга був настільки відомий, що кожен візник знав, де він є. Завдяки своїй висоті майже 68 метрів будівлю було видно навіть за декілька кілометрів.
На 1917 рік найдорожчі квартири хмарочоса (за рік проживання у ньому) коштували від 1300 до 1700 рублів.
З 1913 року в «хмарочосі» проживав князь Олександр Оболенський, штаб-ротмістр, один з ад'ютантів київського, подільського і волинського генерал-губернатора Федора Трепова.
Восени 1913 року відомий художник Олександр Мурашко на верхньому поверсі «хмарочоса» відкрив «Художню студію Олександра Мурашка», в якій одночасно навчалися майже 100 чоловік, переважно це були діти київських можновладців. Окрім малюнка й живопису, читали лекції з історії та філософії мистецтва. Багато молоді переходило з Київського художнього училища до студії на Інститутській. Студія проіснувала до 1917 року.
З 1915 по 1918 рік у будинку Гінзбурга мешкав полтавський купець другої гільдії Сергій Аршавський — замовник та колишній власник відомого «будинку вдови, яка плаче».
У квітні 1918 року в цьому будинку, орендованому княгинею Баратінською, розміщувалась французька військова місія УНР у складі 6 офіцерів.
Сам власник, Лев Гінзбург, мешкав не в «хмарочосі», а в збудованому поблизу двоповерховому будинку.
Також у будинку жив український прозаїк Вадим Охріменко — завзятий мисливець, кореспондент газети «Правда» та великий друг Максима Рильського.
Паломники, що приїхали з інших міст і направлялись в Софійський собор та Києво-Печерську лавру, хрестилися перед «хмарочосом» думаючи, що це теж якийсь храм..
Власник «хмарочосу» Лев Гінзбург помер раніше за своє творіння, у 1926 році в радянській лікарні.
У радянські часи хмарочос був націоналізований. Його перетворили на житловий будинок — готельні номери перепланували на комунальні квартири.
- Башта хмарочоса: кадр з фільму «Людина з кіноапаратом»
- Внутрішній двір: кадр з фільму «Людина з кіноапаратом»

Будинок використовували у зніманні експериментального радянського фільму «Людина з кіноапаратом» Дзиґи Вертова у 1929 році, у фільмі зняли башту та внутрішнє подвір'я хмарочоса.
Коли в 1941 році гітлерівці окупували Київ, будинок Гінзбурга став підпільною штаб-квартирою радянського підпільника-диверсанта Івана Кудрі, де він зберігав свою зброю і цінності. Також Кудря використовував будинок для передачі радіограм.

## Зруйнування

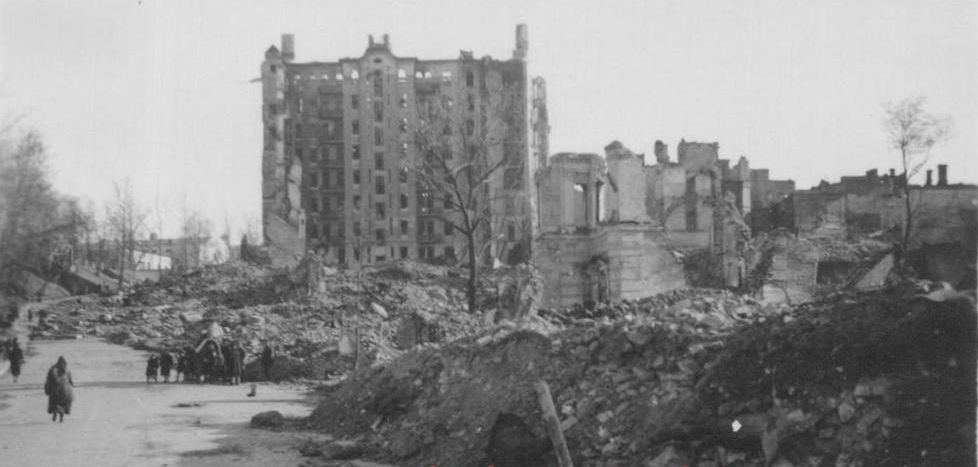
Руїни будинку. 1942 рік

Будинок Гінзбурга був знищений одним із перших у Києві на початку німецької окупації восени 1941 внаслідок сталінської стратегії «спаленої землі» та досі не розсекреченої спецоперації радянських органів НКВС-НКДБ, яка в народі дістала назву «пекельна осінь».
За кілька днів до окупації Києва німецькими військами інженерні частини 37-ї радянської армії спільно з підрозділами НКДБ та особливої бригади НКВС ОМСБОН розпочали широкомасштабне мінування міста. За короткий час замінували електростанції, водогін, залізничні колії, мости через Дніпро, адміністративні будівлі та деякі великі будинки. Операцію проводили в режимі таємності. Так у підвали будинку Гінзбурга вибухівку в дерев'яних ящиках енкаведисти переносили з Жовтневого палацу, що їм тоді належав, пояснюючи, що це вони «переховують власні архіви». Для підриву використовували новітні радіокеровані фугаси й дистанційні вибухові пристрої «Бемі» (таку вибухівку вперше застосували на практиці червоноармійці).
Координували саперні роботи представник Генштабу капітан Хилякін та начальник інженерного управління 37-ї армії полковник Олександр Голдович, а безпосереднім виконавцем мінувальних робіт у самому місті був командир 11-го взводу спецпризначення лейтенант Михайло Татарський.
24 вересня 1941 року, на 5-й день окупації Києва, пізно увечері, дім Гінзбурга та ще декілька будівель на Хрещатику вибухнули, знищивши не тільки німців, а й мирних жителів Києва. Відомо, що перед самим вибухом, резидент радянської шпигунсько-диверсійної групи Іван Кудря зі своєю нареченою в самій білизні вибігли з хмарочоса.
Від гігантської будівлі залишився лише остов.
Диверсант-підпільник Кудря втратив під руїнами багато важливих речей: різні документи, бланки паспортів та інших документів, гроші, зброю, шифри, адреси потрібних людей та інше.
Загалом у вибухах 24—27 вересня було знищено 16 будівель Хрещатика (з будинком Гінзбурга включно). Вибух не повністю знищив «перший хмарочос України» — остаточно його знесли 1950-х роках, під час «розчистки» Києва. Цікаво, що фундамент хмарочоса почали розбирати лиш під час підготовки до будівництва готелю «Москва». А всього за «пекельну осінь» у центральній частині Києва внаслідок вибухів та пожеж що виникли після вибухів, було знищено близько 100 будинків.
24 вересня 1945 року жителі Хрещатика обійшли ці будівлі і поставили свічки в пам'ять жертв підриву.
КДБ УРСР у 1965 році розповсюдив версію, нібито Хрещатик разом з будинком Гінзбурга підірвали саме підпільники на чолі з Іваном Кудрею (радянська влада не хотіли брати на себе відповідальність за злочин, оскільки при знищенні центру міста загинули тисячі мирних мешканців). На спростування цієї версії свідчить той факт, що Кудря не міг підірвати будинок, в якому був його штаб, де він зберігав зброю і цінності. Та й в пострадянських публікаціях з'явилось чимало публікацій, що свідчили про те що для подібної акції у Кудрі не було ні кваліфікованих кадрів, ні матеріальних ресурсів. Невеличка група Кудрі складалася з двох чекістів і кількох «завербованих» (заляканих) громадян-обивателів (головним чином жінок), чиї родичі були репресовані і знаходилися на положенні заручників в руках катів радянського НКВС.
У 1954–1961 роках на місці, де стояв Дім Гінзбурга, звели готель «Москва» (з 2001 року — «Україна»).

## Інші будинки Гінзбурга
- Ще до зведення хмарочоса став знаний як «будинок Гінзбурга» розкішний шестиповерховий прибутковий дім Льва Гінзбурга по Миколаївській вулиці (нині вулиця Архітектора Городецького), 9, споруджений у 1900—1901 роках.
- На ділянці по Бібіковському бульвару (бульвару Тараса Шевченка), 5 у 1909—1910 роках на замовлення Л. Гінзбурга було збудовано шести-семиповерховий прибутковий дім за проєктом тих самих авторів, що й «хмарочос Гінзбурга», — А. Мінкуса та Ф. Троупянського[23].

## Згадки у літературі
Будинок Гінзбурга згаданий у збірці оповідань «Фронт без лінії фронту», а саме у радянському героїко-патетичному творі про чекістів «Два роки над прірвою» Віктора Дроздова та Олександра Євсєєва. За цим твором було знято художній фільм, де автори виступили як сценаристи:
|  | Повернувшись додому на Інститутську, Кудря ще раз оглянув квартиру. Все було в порядку. Документи, зброя, гроші були надійно заховані. Увечері він передав радистові текст першої радіограми… Був пізній вечір. Хрещатик горів. Під вибухи, при світлі зорева змучені і об'яті жахом люди до світанку тягали свої речі і дітей на схили і обриви Дніпра. Кудря і Марія Іллівна йшли вулицею, штовхаючи перед собою дитячий візочок, в якому лежала валіза і дещо з одягу, — все що вони встигли взяти з собою. Вони ще думали, що через день-другий повернуться на Інститутську. Коли підійшли до будівлі філармонії, десь ззаду пролунав вибух. Полум'я зметнулося в небо. «Будинку Гінзбурга» більше не існувало… Не існувало більше і зброї, шифрів, паспортів, грошей, адрес, продуктів — майже всього того, що з такою працею підбирав собі Кудря для роботи. Все треба було починати спочатку…Оригінальний текст (рос.) [Вернувшись домой на Институтскую, Кудря еще раз осмотрел квартиру. Все было в порядке. Документы, оружие, деньги были надежно спрятаны. Вечером он передал радисту текст первой радиограммы… Был поздний вечер. Крещатик горел. Под взрывы, при свете зарева измученные и объятые ужасом люди до рассвета таскали свои вещи и детей на откосы и обрывы Днепра. Кудря и Мария Ильинична шли по улице, толкая перед собой детскую коляску, в которой лежал чемодан и кое-что из одежды — все что они успели взять с собой. Они еще думали, что через день-другой вернутся на Институтскую. Когда подошли к зданию филармонии, где-то сзади раздался взрыв. Пламя взметнулось в небо. «Дома Гинзбурга» больше не существовало… Не существовало больше и оружия, шифров, паспортов, денег, адресов, продуктов — почти всего того, что с таким трудом подбирал себе Кудря для работы. Все надо было начинать сначала] Помилка: {{Lang}}: текст вже має курсивний шрифт (допомога) |

Будинок згадується також у книзі «Супутник по місту Києву, 1912 рік»:
|  | …гігант Л. Б. Гінзбурга — найвища і обширена будівля у всьому місті; будинок має 10—12 поверхів і 90 квартир, що мають загалом понад 500 кімнат. З балконів верхніх поверхів цього «хмарочоса» відкривається широкий вигляд на Старе Місто з його старовинними церквами; звідси можна спостерігати в ясну погоду все місто «з висоти пташиного польоту».Оригінальний текст (рос.) […гигант Л. Б. Гинзбурга — самое высокое и обширное здание во всем городе; дом этот имеет 10-12 этажей и 90 квартир, заключающих в общем свыше 500 комнат. С балконов верхних этажей этого «небоскреба» открывается широкий вид на Старый Город с его древнейшими церквями; отсюда можно также обозревать в ясную погоду почти весь город «с высоты птичьего полета».] Помилка: {{Lang}}: текст вже має курсивний шрифт (допомога) |

Кияни вважали, що після спорудження Хмарочоса Гінзбурга висотне будівництво не припиниться, і в Києві «виростуть» ще вищі будинки. Про це у своїй книзі написав київський історик Дмитро Малаков:
|  | А далі настав час безкомпромісного, жорстокого і хижого «звуження» історичної частини Києва хмарочосами, перед якими минулий «хмарочос» Гінзбурга на Інститутській, 16-18 — іграшка. Нова «лихорадка» триває. Триває життя! |

Також ймовірно, що «хмарочос» надихнув відомого українського кінорежисера Олександра Довженка на його виступ на першому з'їзді архітекторів України (весною 1937 року):
|  | Будинок, який стоїть на піднесеності, повинен повторювати піднесеність хоч би якою небудь своєю деталлю. Коли на піднесеності стоїть церква, вона піднесеність витягає вгору, тому, що її основа менше ніж висота. Коли на піднесеності стоїть будинок, основа якого більша, ніж висота, цей будинок притискує піднесеність. Звідси виникає питання: приймати нерівномірний рельєф Києва як неминуче зло, або навпаки розглядати його оптимістично, тобто з розрахунком як - те використовувати цю нерівномірність на благо соціалістичного суспільства? Я дотримуюся другого погляду: піднесеність вважатимемо своїм плюсом в архітектурному плані. І може бути ніхто не має бути такий радий і задоволений нерівномірністю рельєфу Києва, як архітектор, тому, що ні в одному місті не можна так вигідно будувати з архітектурної точки зору, як в Києві тому, що Київ має неймовірну кількість несподіваних ракурсів, несподіваних поворотів, які дають можливість твору архітектора то несподівано з'являтися в усій своїй пишноті, то зникати, знову з'являтися з іншого боку і т. д. Який же принцип будівництва, на мій погляд, повинен лежати в основі при такому рельєфі місцевості? Принцип простий: на піднесеності повинні стояти високі будинки, а в низинах - удома низькі. У Києві можна знайти таку точку для десятиповерхового будинку, з якою він на 180° здаватиметься тридцятиповерховим. І якби за цим принципом будувався Київ, то через півтора десятки років він придбав би обличчя гордого, здибленого міста… |

## У філателії

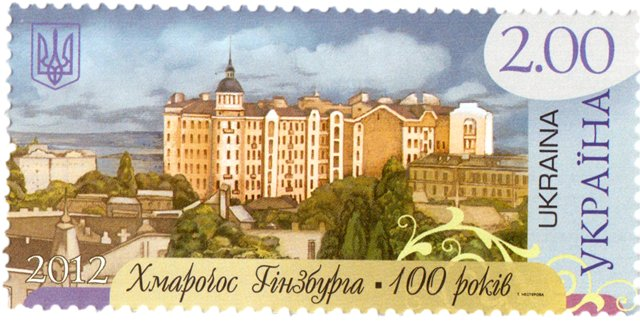

У 2012 році, к сторіччю спорудження хмарочосу Гінзбурга, Укрпошта випустила марку і малий лист на 15 марок накладом у 150 000 штук, присвячені споруді.

## Галерея

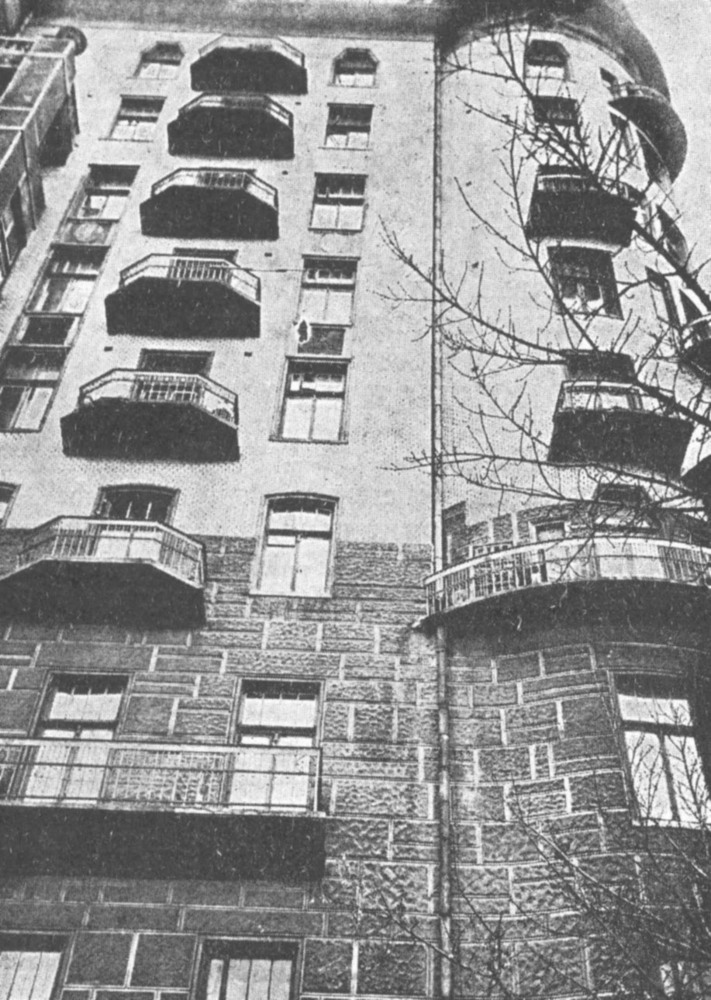
Вигляд на стіни
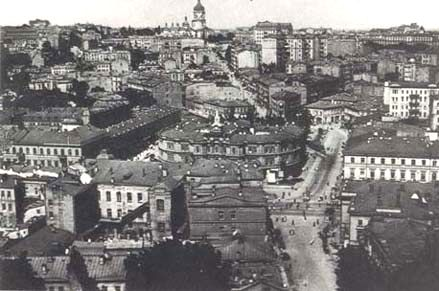
Вид з вікна «хмарочосу»
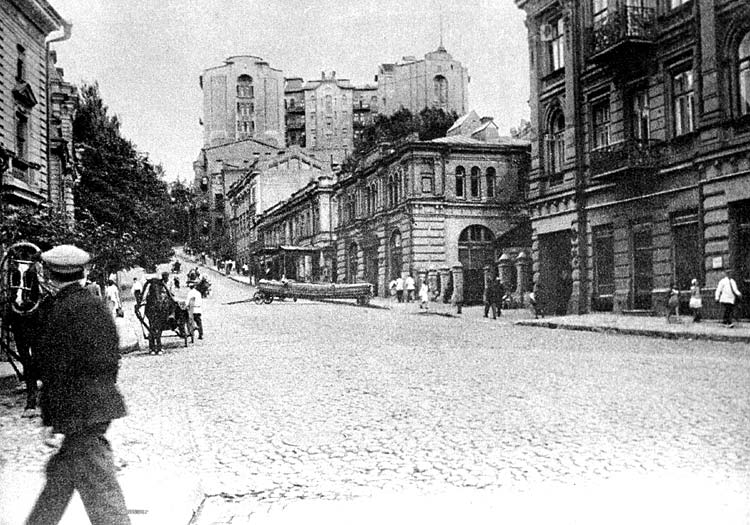
Вигляд з вулиці (1913)
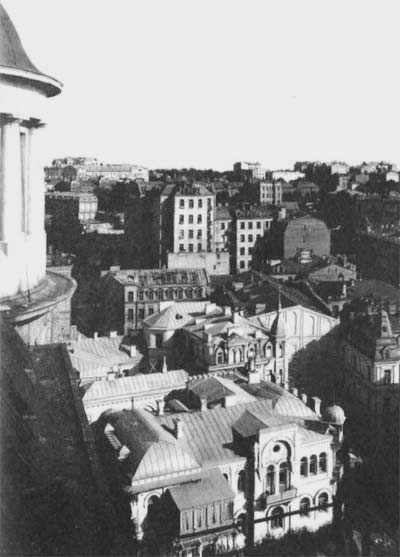
Вид з 12-го поверху «хмарочосу» (1914)
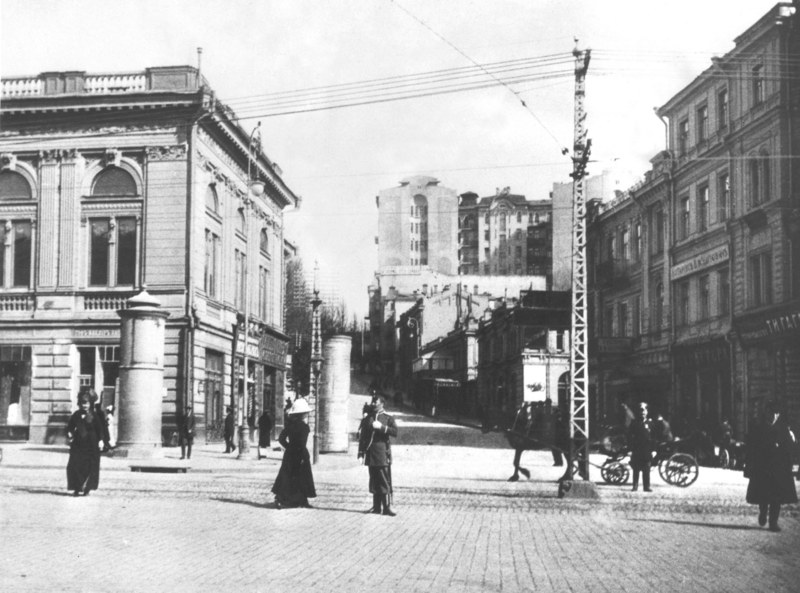
1910-ті роки
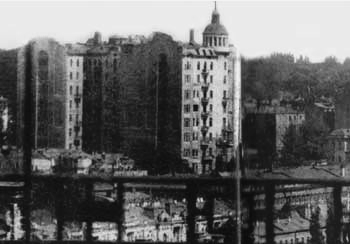
Вигляд здалеку
Під час німецького аерофтознімання (1918)
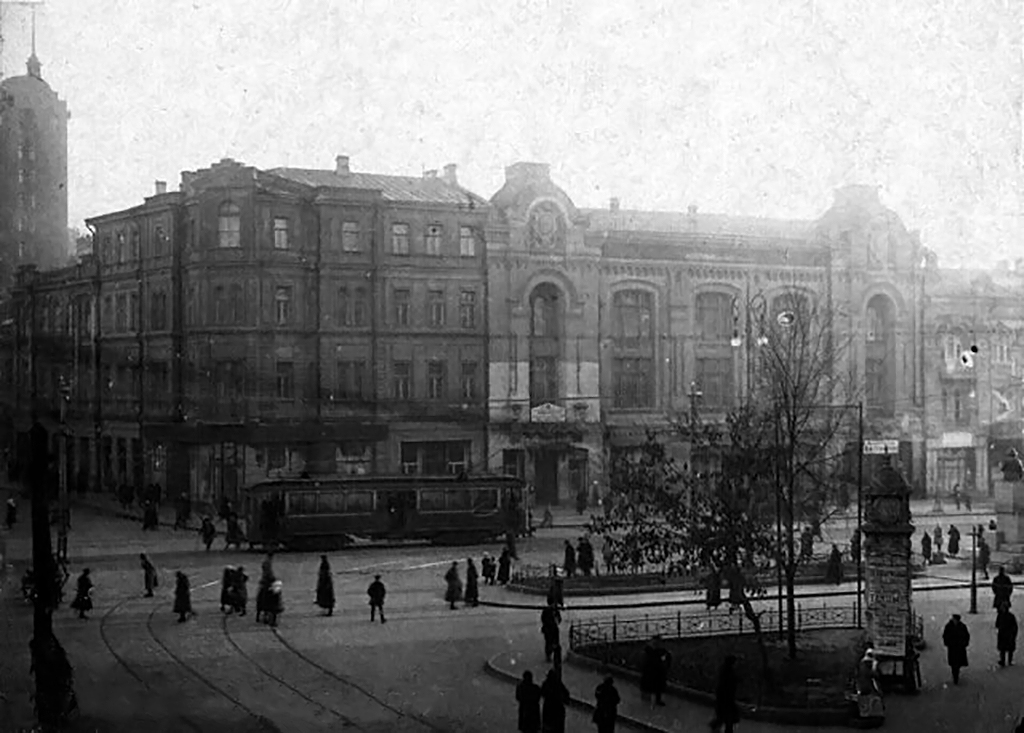
Вигляд з Радянської площі (1925 рік)
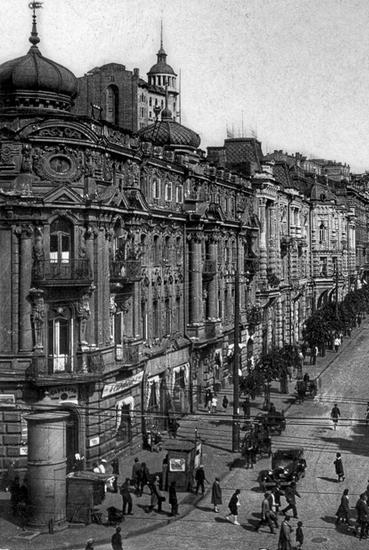
Вгорі видніється будинок Гінзбурга (1920-ті)
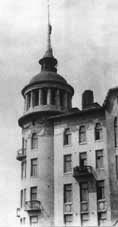
Башта будинку (1932)
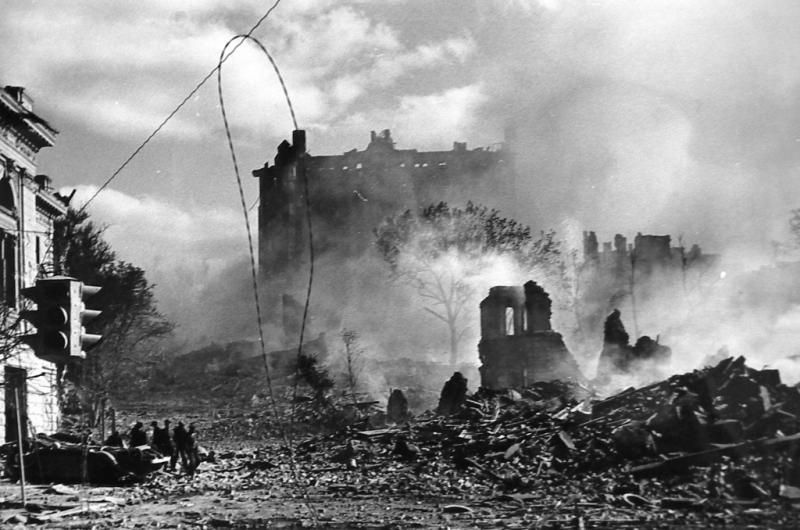
Залишки будинку (1941)
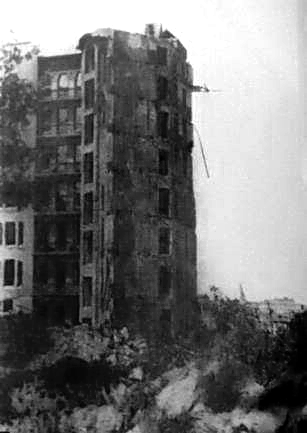
Підірвана будівля
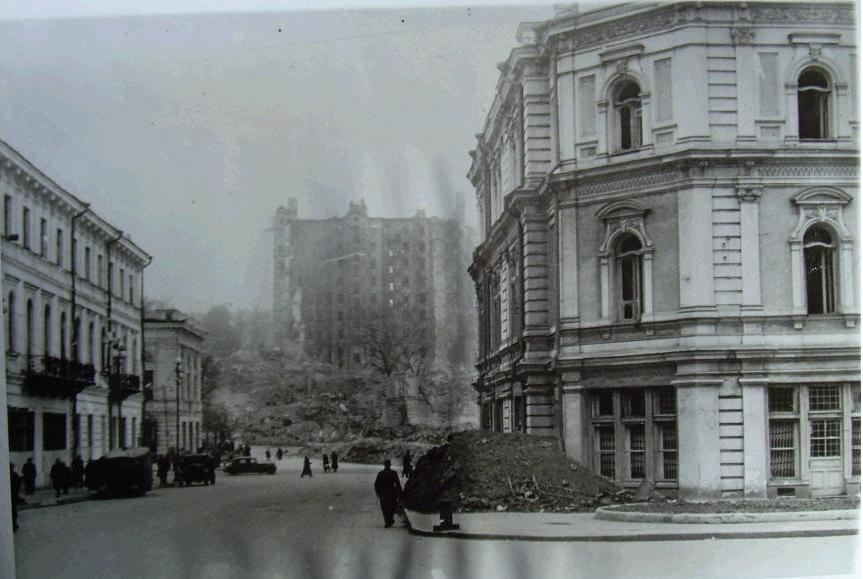
(1 липня 1942 року)
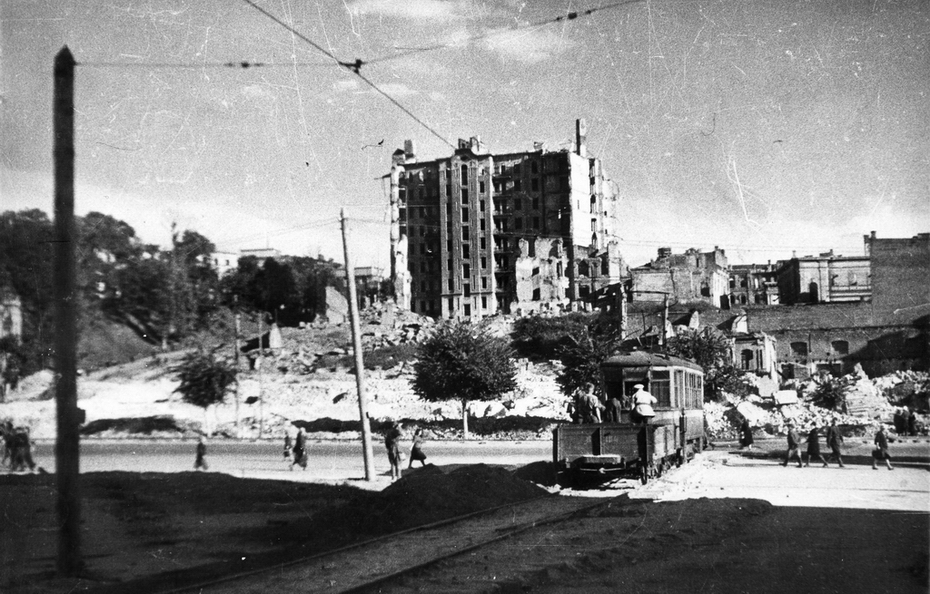
1944 рік
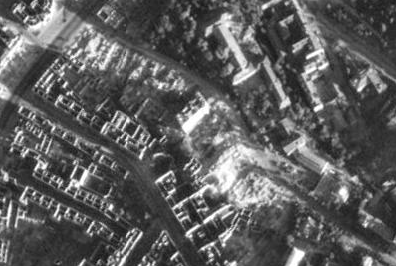
Вигляд на підірваний хмарочос з літака